# ماریا نویستیف
ماریا نویستیف (به آلمانی: Maria Neustift) یک منطقهٔ مسکونی در اتریش است که در ناحیه استیر لند واقع شده‌است. ماریا نویستیف ۴۶ کیلومتر مربع مساحت دارد ۶۱۳ متر بالاتر از سطح دریا واقع شده‌است.